# نوسی به
نوسی به (قبلاً آسادا یا نوسی مانیترا) جزیره‌ای در ساحل شمالی ماداگاسکار است. نام این جزیره در زبان مالاگاسی به معنای جزیرهٔ بزرگ است.

## ساکنان
این جزیره در حال حاضر حدود ۶۰۰۰۰ نفر جمعیت را در خو جای داده که اکثراً از نژاد فوکو هستند که جزیی از ساکنان بومی ماداگاسکار محسوب می‌شوند. دریاچه‌های واقع در دهانه‌های آتشفشانی جزیره به دلیل آنکه محل مسکونی نیاکان ساکنان جزیره محسوب می‌شود، جایی مقدس برای مردم نوسی به می‌باشد. زمانی که کسی بخواهد به فادیز یا جایگاه ممنوعه یا همان مکان‌های مقدس نزدیک شود باید پابرهنه بوده و فقط با یک پارچه خود را پوشانده باشد و همچنین هیچگونه کلاهی بر سر نداشته باشد.

## جغرافیا

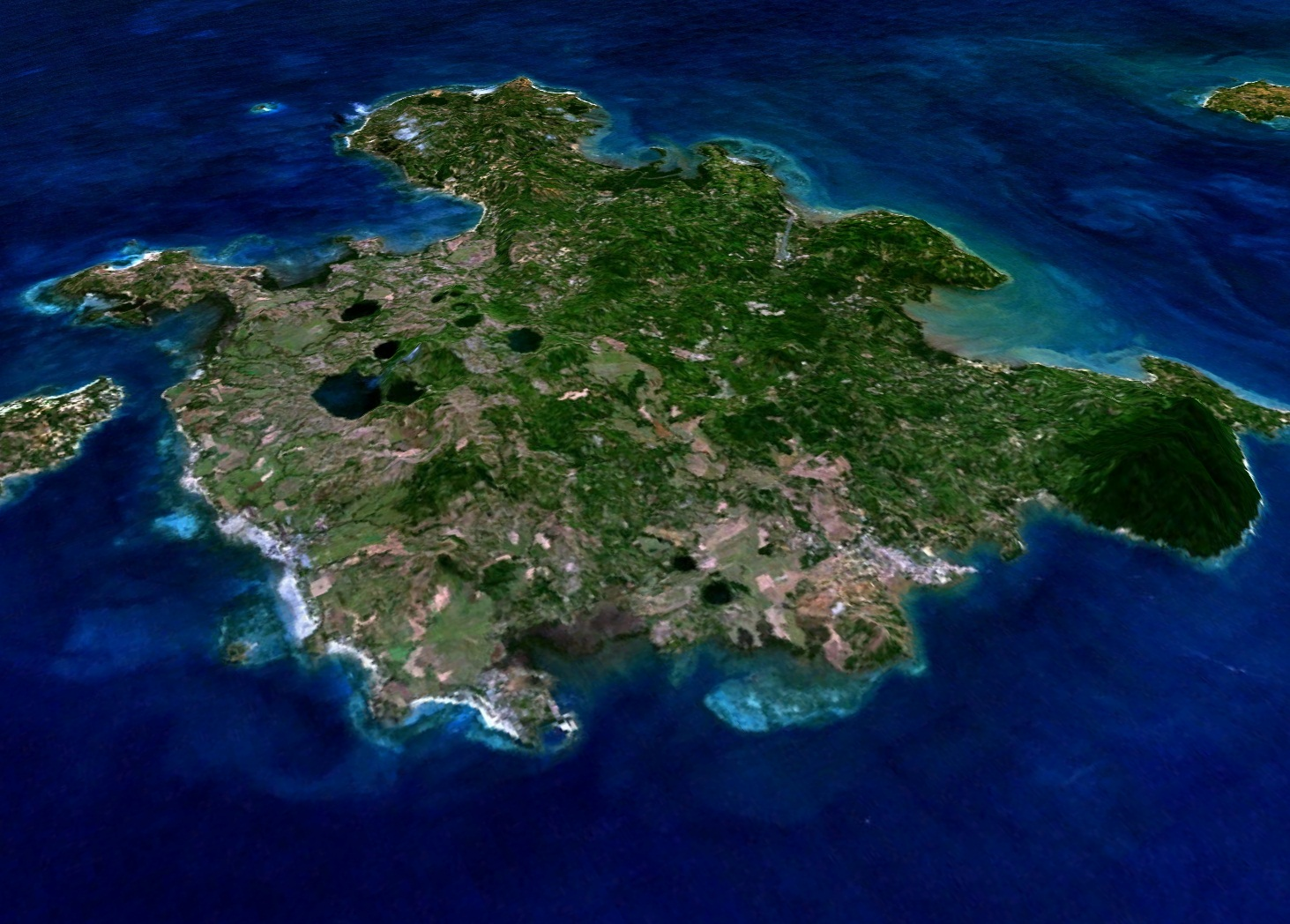
نمایی از نوسی به

در حدود ۱۰ کیلومتری از ساحل شمال غربی ماداگاسکار، جزیرهٔ نوسی به در یک زیرساخت آتشفشانی قرار گرفته. این جزیره در حدود ۳۲۵ کیلومتر مربع مساحت دارد. هوای این جزیره گرم و مرطوب است. مابین ۲۵ تا ۳۰ درجه در نوسان است و در زمستان به کمتر از ۲۱ درجهٔ سانتیگراد کاهش نمی‌یابد. بارش سالانه در این جزیره حدود ۲۰۰۰ میلی‌متر است.
در کل نوسی به آب و هوایی مخصوص به خود دارد. در این جزیره حتی در زمان‌های خشک سال باران می‌بارد و به همین دلیل جزیره از نظر گیاهی غنی است.

در پارک ملی لوکوبه که در سال ۱۹۲۳ تأسیس و ۷۴۰ هکتار وسعت دارد، هنوز جنگلهای اولیه بارانی استوایی وجود دارد با درختانی عظیم از کاناریوم بومی ماداگاسکار که تا ارتفاع ۴۰ متر ارتفاع دارند. کوه لوکابه که ۴۵۰ متر ارتفاع دارد و در آن ناحیه قرار گرفته یک کوه آتشفشانیست که در دهانهٔ آن یازده دریاچه وجود دارد که در آن‌ها تمساح زندگی می‌کند.

در کنار نوسی به جزایر کوچکتری وجود دارند که از گدازه‌های آتشفشانی تشکیل شده‌اند و سراسر پوشیده از جنگل‌های استوایی هستند.

## آب و هوا
اقلیم جزیره را می‌توان گرم و مرطوب نامید.
|                  | ژانویه | فوریه | مارس | آوریل | مه   | ژوئن | ژوئیه | اوت  | سپتامبر | اکتبر | نوامبر | دسامبر |   |       |
| دمای بیشینه (°C) | ۳۱٫۳   | ۳۱٫۱  | ۳۱٫۸ | ۳۲٫۰  | ۳۱٫۲ | ۳۰٫۰ | ۲۹٫۶  | ۲۹٫۹ | ۳۱٫۰    | ۳۲٫۰  | ۳۲٫۰   | ۳۱٫۵   | Ø | ۳۱٫۱  |
| دمای کمینه (°C)  | ۲۲٫۶   | ۲۲٫۸  | ۲۲٫۸ | ۲۲٫۴  | ۲۰٫۹ | ۱۹٫۰ | ۱۸٫۰  | ۱۷٫۸ | ۱۹٫۱    | ۲۰٫۸  | ۲۲٫۰   | ۲۲٫۵   | Ø | ۲۰٫۹  |
|                  |        |       |      |       |      |      |       |      |         |       |        |        |   |       |
| بارش (mm)        | ۵۱۹    | ۴۳۶   | ۲۹۵  | ۱۵۷   | ۶۱   | ۴۴   | ۳۷    | ۳۶   | ۳۹      | ۸۵    | ۱۴۸    | ۳۷۲    | Σ | ۲٬۲۲۹ |
|                  |        |       |      |       |      |      |       |      |         |       |        |        |   |       |
| طول روز (ساعت)   | ۶٫۰    | ۶٫۱   | ۷٫۲  | ۸٫۲   | ۸٫۷  | ۸٫۳  | ۸٫۵   | ۹٫۲  | ۹٫۳     | ۹٫۱   | ۸٫۳    | ۷٫۱    | Ø | ۸     |
|                  |        |       |      |       |      |      |       |      |         |       |        |        |   |       |
| روزهای بارانی    | ۲۱     | ۲۰    | ۱۸   | ۱۲    | ۶    | ۶    | ۵     | ۵    | ۶       | ۷     | ۱۳     | ۱۸     | Σ | ۱۳۷   |
|                  |        |       |      |       |      |      |       |      |         |       |        |        |   |       |
| رطوبت (٪)        | ۸۷     | ۸۸    | ۸۸   | ۸۷    | ۸۴   | ۸۴   | ۸۲    | ۷۹   | ۷۶      | ۷۵    | ۷۹     | ۸۵     | Ø | ۸۲٫۸  |

| ۲۲٫۶ |

| ۲۲٫۸ |

| ۲۲٫۸ |

| ۲۲٫۴ |

| ۲۰٫۹ |

| ۱۹٫۰ |

| ۱۸٫۰ |

| ۱۷٫۸ |

| ۱۹٫۱ |

| ۲۰٫۸ |

| ۲۲٫۰ |

| ۲۲٫۵ |

| ۲۲٫۶ |

| ۲۲٫۸ |

| ۲۲٫۸ |

| ۲۲٫۴ |

| ۲۰٫۹ |

| ۱۹٫۰ |

| ۱۸٫۰ |

| ۱۷٫۸ |

| ۱۹٫۱ |

| ۲۰٫۸ |

| ۲۲٫۰ |

| ۲۲٫۵ |

| بارش | ۵۱۹    | ۴۳۶   | ۲۹۵  | ۱۵۷   | ۶۱ | ۴۴   | ۳۷    | ۳۶  | ۳۹      | ۸۵    | ۱۴۸    | ۳۷۲    |
|      | ژانویه | فوریه | مارس | آوریل | مه | ژوئن | ژوئیه | اوت | سپتامبر | اکتبر | نوامبر | دسامبر |